# Cattedrale di Maria Immacolata (Vitoria)
La cattedrale di Maria Immacolata (in spagnolo: Catedral de María Inmaculada) è uno dei due principali luoghi di culto del comune di Vitoria, in Spagna, insieme alla cattedrale vecchia di Vitoria. La chiesa di Maria Immacolata è cattedrale della diocesi di Vitoria.

## Storia
La cerimonia della posa della prima pietra è avvenuta il 4 agosto 1907 alla presenza di re Alfonso XIII e Vittoria Eugenia di Battenberg, madre della regina Maria Cristina, il nunzio apostolico in Spagna monsignor Rinaldi, vescovi della provincia ecclesiastica, rappresentanti della corte e le istituzioni governative e locali.
I lavori sono stati interrotti nel 1914. In questa prima fase sono stati completati la Cripta, aperta nel 1911, il deambulatorio, le parti inferiori dei pilastri e gran parte delle pareti esterne delle facciate, con materiali da costruzione e decorazioni in pietra naturale e marmo, provenienti principalmente dalle cave in diverse parti dei Paesi Baschi e della Navarra.
I lavori sono stati ripresi solo nel 1946, una volta terminata la guerra civile e ottenuto nuovi finanziamenti, sotto la direzione degli architetti Miguel de Apraiz Barreiro e Antonio Camuñas Paredes.
La costruzione procedeva lentamente, nel rispetto dello stile originale, ma incorporando nuove tecniche di cemento e pietra artificiale. Nel 1949 furono conclusi il deambulatorio e la parte inferiore fino alla crociera. Nel 1952 sono stati ultimati parte del presbiterio, l'ingresso al lato nord e una torre, al posto della cupola presente nel progetto originale. Tra il 1960 e il 1963 sono state collocate le vetrate. Tra il 1964 e il 1969 è stata realizzata la copertura.
Anche se incompleta, la chiesa fu consacrata il 24 settembre del 1969 da parte del cardinale Angelo Dell'Acqua alla presenza del capo di Stato, il generale Franco, sua moglie e membri del governo. Il lavoro è stato completato nel 1973.